# Dorothée 2010
Albums de Dorothée
La honte de la famille
(1996)
Singles
1. A l'Olympia
2. Coup de Tonnerre

Dorothée 2010 est le dix-septième album studio de Dorothée sorti le 17 mars 2010. 
Il marque le retour de Dorothée sur la scène musicale, après 13 ans et demi d'absence depuis La honte de la famille sorti en octobre 1996. Il est également l'occasion, pour Dorothée de célébrer ses 30 ans de chansons puisque son premier album : Dorothée au pays des chansons est sorti le 15 mars 1980.
L'album, de style variété-pop, contient aussi des titres néo-yéyé, des ballades et l'habituelle Valise se décline, en 2010, en version Slam.
On y découvre, comme traditionnellement, une chanson écrite par Michel Jourdan, intitulée Sept ans et demi.
Le titre Les chansons du passé revisite les plus grands succès de la star, la chanson On m'appelait Dorothée exprime la nostalgie de son histoire d'amour avec le public et Coup de tonnerre sert de "titre phare" à l'album.
L'album bénéficie d'une nouvelle édition le 13 décembre 2010 incluant deux titres inédits supplémentaires : A l'Olympia et Salut, ça va ? en duo avec Hélène Rollès.

## Titres
| No  | Titre                                                              | Durée |
| --- | ------------------------------------------------------------------ | ----- |
| 1.  | On m'appelait Dorothée                                             |       |
| 2.  | Coup de tonnerre                                                   |       |
| 3.  | En rêvant                                                          |       |
| 4.  | Je suis amoureuse                                                  |       |
| 5.  | Une chanson d'amour                                                |       |
| 6.  | Les filles aiment les garçons                                      |       |
| 7.  | La Petite Jeanne                                                   |       |
| 8.  | Mais pourtant, tu l'aimes                                          |       |
| 9.  | Tant mieux                                                         |       |
| 10. | En ce temps-là                                                     |       |
| 11. | Emmène-moi                                                         |       |
| 12. | Méfie-toi des garçons                                              |       |
| 13. | 7 ans et demi                                                      |       |
| 14. | On a toujours besoin                                               |       |
| 15. | Les Chansons du passé                                              |       |
| 16. | La Valise 2010                                                     |       |
| 17. | A l'Olympia (uniquement présent sur l'édition de décembre 2010)    |       |
| 18. | Salut, ça va ? (uniquement présent sur l'édition de décembre 2010) |       |

## Crédits
- Paroles : Jean-François Porry
- Musiques : Jean-François Porry / Gérard Salesses
- Sauf 7 ans et demi : Paroles et musique : Michel Jourdan
- Arrangements : Gérard Salesses
- Chœurs : Martine Latorre et Francine Chantereau
- Musiciens : Gérard Salesses (Claviers) et Slim Pezin (Guitares)

- Label : JLA Disc
- Distribution : 17 mars 2010 : JLA Disc/Believe Digital, 13 décembre 2010 : Universal Music

## Concerts
Ce disque permet à la chanteuse de remonter sur scène après 14 ans d'absence. C'est à l'Olympia qu'elle fête ses 30 ans de chansons, du 17 au 19 avril 2010 pour quatre concerts à guichets fermés lors de l'Olympia 2010, puis à Bercy le 18 décembre 2010 pour le concert Bercy 2010.
Le 4 juillet 2010 sort le nouveau single A l'Olympia sur toutes les plateformes de téléchargement légal, ce single est la version studio de la chanson inédite (hors album) chantée lors des concerts à l'Olympia en avril 2010.

En décembre 2010, le double single Coup de tonnerre / On m'appelait Dorothée est publié en vinyle 45 tours et CD single.